# Isaac Isaacs

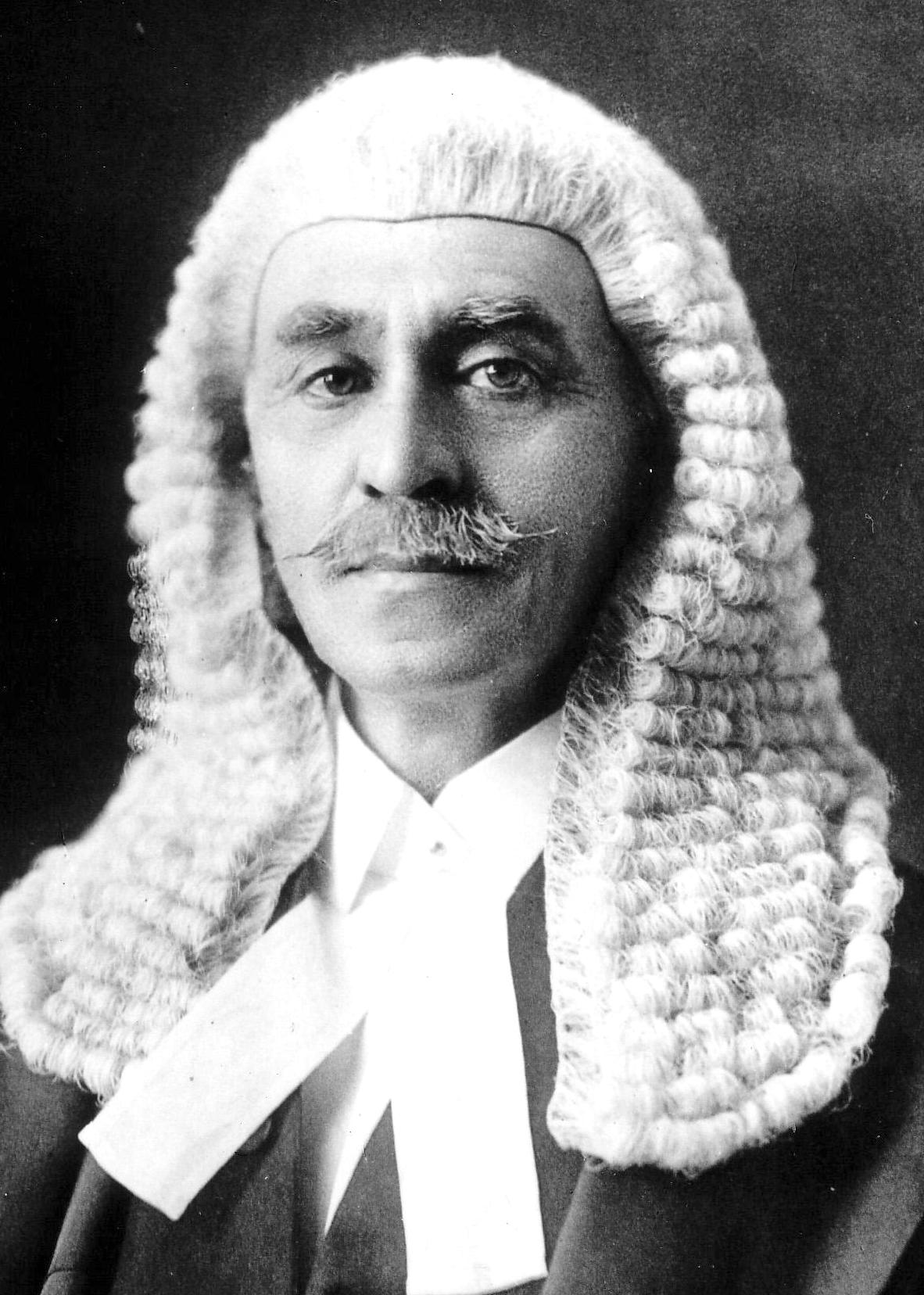
Isaac Isaacs

Sir Isaac Alfred Isaacs, GCB, GCMG (* 6. August 1855 in Melbourne; † 11. Februar 1948 ebenda) war Oberster Richter Australiens und der neunte Generalgouverneur des Landes. Die Durchsetzung der Ernennung Isaacs als ersten Australier zum Generalgouverneur gegen die Wünsche des Monarchen und der britischen Regierung war ein Schlüsselereignis der Geschichte Australiens.

## Frühes Leben
Isaacs wurde 1855 in Melbourne als Sohn eines jüdischen Schneiders geboren, der ein Jahr zuvor aus Großbritannien eingewandert war. Seine Familie war polnisch-jüdischen Ursprungs. Als Isaacs vier Jahre alt war, zog seine Familie in den Norden Victorias. Nach seinem Abschluss an der staatlichen Schule in Beechworth arbeitete Isaacs dort als Lehrer.
Als Isaacs 1875 nach Melbourne zurückkehrte, fand er Arbeit in der Verwaltung des obersten Gerichts von Victoria. Im folgenden Jahr begann er neben seiner Arbeit an der University of Melbourne ein Jurastudium und graduierte 1883 als Master of Laws. Im Jahr 1888 heiratete er Deborah Jacobs, mit der er zwei Töchter hatte.

## Politische/Juristische Karriere

### Parlament
Im Jahr 1892 wurde Isaacs als radikaler Liberaler in die Victorian Legislative Assembly gewählt. Ein Jahr später wurde er Generalanwalt. Von Mai 1892 bis Mai 1893 und von Juni 1893 bis Mai 1901 war er Mitglied für den Wahlbezirk Bogong. Auch wurde er in die Verfassunggebende Versammlung im Jahr 1897 gewählt, die die Verfassung von Australien entwarf.
Im Jahr 1901 wurde er bei den ersten australischen Bundeswahlen für den Bezirk Indi als kritischer Unterstützer von Edmund Bartons protektionistischer Regierung gewählt. Aufgrund seiner Forderungen nach einer radikaleren Politik erntete er den Unmut vieler Kollegen.

### High Court
Alfred Deakin bestimmte Isaacs 1905 zum Generalstaatsanwalt, doch aufgrund zahlreicher Meinungsverschiedenheiten suchte Deakin eine Möglichkeit Isaacs aus der Politik zu drängen und versetzte ihn in den High Court of Australia. Somit war er der erste amtierende Minister, der aus einem australischen Parlament ausschied. Im High Court unterstützte Isaacs seinen Kollegen Henry Bournes Higgins in seiner Oppositionshaltung gegenüber dem obersten Richter Sir Samuel Griffith, dem Hauptverfasser der australischen Verfassung. Isaacs diente insgesamt 24 Jahre im High Court. Isaacs wurde 1930 von James Scullin, dem amtierenden Premierminister von der Australian Labor Party zum Obersten Richter bestimmt. Zu diesem Zeitpunkt war Isaacs bereits 75 Jahre alt.

### Generalgouverneur
Kurz darauf nahm sich James Scullin vor, einem Australier den Posten als Generalgouverneur zu geben, was einen Proteststurm der Konservativen und der Anhänger der Nationalist Party of Australia auslöste. Den Gewohnheiten jener Tage entsprechend bevorzugte das Establishment einen britischen Adeligen in dieser Position. Ein Favorit dieser wie auch des Königs war Lord Birdwood, der im Ersten Weltkrieg die Australian Imperial Force befehligt hatte.
Die Durchsetzung von Isaacs erforderte seinerzeit eine Reise des Ministerpräsidenten nach London, wo er nach anhaltendem Widerstand König George V. letztendlich mit den direkten Worten „I advise you“ zur Ernennung von Isaacs zwang. Dieses Ereignis stellt auch die formelle konstitutionelle Separation zwischen dem Vereinigten Königreich und Australien dar, da hiermit etabliert war, dass der Monarch unabhängig von der britischen Regierung auch dem Rat der australischen Regierung Folge zu leisten hatte. Der Generalgouverneur mutierte in diesem Moment von einem persönlichen Repräsentanten des Monarchen zu einem Organ der australischen Verfassung.
Aufgrund der Weltwirtschaftskrise verzichtete Isaacs auf einen Großteil seines Gehaltes sowie die ihm zustehende Richter-Pension. Er war der erste Generalgouverneur des Landes, der dauerhaft ausschließlich im Government House in Canberra lebte. Dies verschaffte ihm ein gutes Ansehen in der Bevölkerung.

## Späte Jahre
Nach Beendigung seiner Amtszeit 1936 war Isaacs 81 Jahre alt, doch blieb er eine Person des öffentlichen Lebens. Er verfasste einige Werke, die juristische Themen betrafen. Auch beschäftigte er sich mit dem Zionismus, den er strikt ablehnte, da er das Judentum als Religion und nicht als Ethnie ansah. Zum einen mochte er keine Form von Nationalismus, zum anderen sah er es als unloyal gegenüber Großbritannien an, wenn ein jüdischer Staat in Palästina errichtet werden würde. Auch aufgrund seiner jüdischen Herkunft wurde er von jüdischen Organisationen in Australien und weltweit für seine Haltung kritisiert.
Im Februar 1948 starb Isaacs im Alter von 92 Jahren, nur drei Monate vor der Gründung des Staates Israel.

## Isaacs Werke
- The new agriculture, 1901, Melbourne : Department of Agriculture
- Opinion of the Hon. Isaac A. Isaacs, K.C., M.P., re the case of Lieutenant Witton, 1902, Melbourne
- The Riverina Transport case, 1938, Melbourne : Australian Natives' Association, Victorian Board of Directors
- Australian democracy and our constitutional system, 1939, Melbourne : Horticultural Press
- An appeal for a greater Australia : the nation must itself take power for its post-war reconstruction; the constitutional issue stated; dynamic democracy, 1943, Melbourne : Horticultural Press
- Referendum powers : :a stepping stone to greater freedom, 1946, Melbourne
- Palestine : peace and prosperity or war and destruction? Political Zionism : undemocratic, unjust, dangerous, 1946, Melbourne : Ramsey Ware Publishing